# Штангль, Штефан
Штефан Штангль (нем. Stefan Stangl; род. 20 октября 1991 года, Вагна, Штирия, Австрия) — австрийский футболист, защитник клуба «Макендорф».

## Биография
Штангль начал свою карьеру в футбольном клубе «Лебринг», в молодёжном составе которого занимался с 1998 по 2001 годы. В 2001 году перешёл в молодёжный состав клуба «Штурм». 2 июня 2009 года дебютировал во втором составе клуба, в котором провёл два сезона и сыграл в 66 матчах. В первом составе клуба Штангль дебютировал 26 июля 2011 года в матче отборочного цикла Лиги чемпионов против грузинского клуба «Зестафони». После сыграл ещё три матча в составе «Штурма», потом в январе 2012 года на правах аренды перешёл в клуб «Грёдиг» из Первой лиги Австрии. В составе «Грёдига» сыграл 9 матчей. Летом 2012 года Штангль покинул «Штурм» и перешёл в «Хорн», где он зарекомендовал себя и прочно закрепился в основном составе. Сыграл в клубе 29 матчей и забил один гол. Через год Штангль перешёл в «Винер-Нойштадт».
Летом 2014 года Штангль перешёл в венский «Рапид», подписав контракт с клубом до 2017 года. Генеральный менеджер клуба Андреас Мюллер охарактеризовал Штангля как футболиста, «сильного в воздухе» и «выделяющегося конкурентным духом».